# Crha z Ceblovic
Crha z Ceblovic byl moravský pán, jehož synové založili založili dva významné moravské rody pánů z Holštejna a pánů z Drahotuš.
Jeho otcem byl Radoslav z Ceblovic, který v roce 1227 působil ve funkci nejvyššího lovčího. První zmínka o Crhovi z Ceblovic pochází z roku 1226. Spolu se svým bratrem Častolovem se uváděl jako svědek na listinách moravských markrabat Vladislava a později Přemysla Otakara. Býval též často uváděn na donačních listinách klášterních a biskupských. Crha užíval v markrabství moravském velké vážnosti. Získal úřad truksase (stolníka), později nadtruksase. Doprovázel na inspekčních cestách jak moravská markrabata, tak českého krále Václava I. Ten ho jmenoval za věrné služby purkrabím na hradě Děvičky. Když Rakušané tento hrad neúspěšně dobývali, měl být Crha dle staré pověsti zajat a protože hrad odmítl vydat, byly mu prý vyloupnuty oči. V každém případě se však Crha osvědčil a nový král Přemysl Otakar II. ho pak jmenoval purkrabím města Olomouce. Crha též získal rozlehlé majetky na řídce osídlené Drahanské vrchovině s centrem na tvrzi v Jedovnicích. Tento majetek pak získali po jeho smrti v roce 1251 jeho synové Bohuš a Hartman, kteří tuto oblast kolonizovali.

## Rodokmen pánů z Ceblovic
Radoslav z Ceblovic (1173-1227)
- Častolov z Ceblovic (1228-1249)
- Crha z Ceblovic (1226-1251)
  - Bohuš z Drahotuš (1245-1281) - zakladatel rodu pánů z Drahotuš
  - Petr (1280-1281) - dominikán
  - Hartman z Holštejna (1252-1315)
    - Crha z Holštejna (1288-1308)